# 横田亜美
横田 亜美（よこた あみ、1991年2月18日 - ）は、日本のモデル。愛称は「あみみ」
愛知県出身。東海テレビ「名美女」や美少女図鑑 (フリーペーパー)でモデルを務めた。
2009年に南山短期大学のミスコンで優勝。2010年には東海地方のミスコン「プリンセス名古屋」（プリカン）に出場して準グランプリを受賞した。
南山大学短期大学部を卒業し現在は主に名古屋で活動中。
2011年に男性ファッション誌『Men's egg』の関西ギャルアイドルASASとしてアイドルソングで配信メジャーデビュー。日本ツインテール協会のロリチェンガールにも選ばれた。
2014年〜2016年に愛知産業大学オープンキャンパスのイメージガールを務めた。
インスタグラムアカウントはamimi0218 フォロワーは間もなく2万人に昇る。

## 人物
- 好きなアーティストはUVERworld、ももいろクローバーZ、μ′s。
- 好きなアニメは『ラブライブ!』（南ことり推し）、『おそ松さん』。
- 座右の銘は、『やれば出来る』。
- 洋服、靴が好き。
- ショッピングやカラオケ、ネイルやコスプレが趣味。
- Instagramを精力的に更新している。
- 妹はボートレーサーの横田悠衣。

## 出演

### バラエティ番組
- 「～美的NAVIバラエティ～『名美女』」（2010年10月、東海テレビ）
- 「ライブB♪」（2011年12月、TBS）
- 「スギちゃんのほどほどにしてね」（2013年1月、中京テレビ）

### 映画
- 岸部町奇談～探訪編～（2012年、林一嘉監督）
- 怪特探KAITOKUTAN 岸部町奇談（2013年、林一嘉監督）
- 岸部町奇談 トモコの夢みる幽霊（短編映画、2014年）

### CM
- あみやき亭（2011年）
- グランドティアラ（2011年）
- COSMO JAPAN（2012年）
- 名古屋丸栄初売り（2013年）
- ザ・グランドティアラ 岡崎（2013年）
- 愛知産業大学CM 「好き」をみつけた編（2014年）

### PV
- ASAS「めっちゃ好きやねん♡」（2012年）

### 書物
- 名古屋美少女図鑑
- Men's egg
- PiPi姫スタイル 東海版
- 美容師名鑑
- 別冊SWEET夏号2013
- ゼクシィ東海版 2013年 10月号
- 週刊プレイボーイ 2014年